# Георги Пирински (старији)
Георги Пирински (15. август 1902. - ?) је један од водећих активиста међу македонским емигрантима у Северној Америци. Његов син је познати бугарски политичар и бивши министар спољних послова Бугарске Георги Пирински.
Георги Пирински потиче из Банског, Пиринске Македоније. Године 1923. емигрирао је у САД. Овде Пирински сарађује са војводом од Охрида, Смилетом Војдановим. Њих двојица су руководиоци Македонског народног савеза, чији је циљ ослобођење и уједињење Македоније као независне државе македонског народа.